# Jan Kleyna
Jan Kleyna est un astronome britannique de l'université de Cambridge. Il fait partie des équipes qui ont découvert de nombreux satellites de Jupiter et de planètes mineures.
D'après le Centre des planètes mineures, il a découvert ou co-découvert huit planètes mineures numérotées en 2001, les co-découvreurs étant David Jewitt et Scott S. Sheppard.